# Polizei (Schweiz)

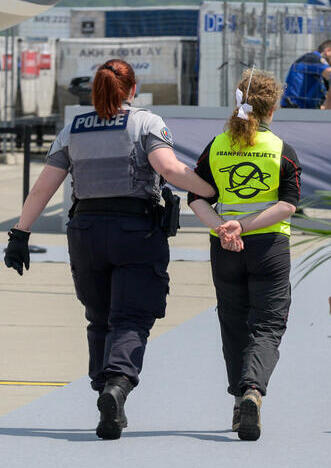
Genfer Polizistin mit festgenommener Person (2023)

In der Schweiz gliedert sich die Polizei in das Bundesamt für Polizei (fedpol), die Kantonspolizei-Korps, die Regional-,Stadt- und Gemeindepolizeien sowie die SBB Transportpolizei.
Die allgemeingültige Notrufnummer der Polizei lautet in der Schweiz 117. Für die nationale Transportpolizei gilt die Notrufnummer 0800 117 117. Wer die Europäische Notrufnummer 112 wählt, wird automatisch mit der Einsatzzentrale der zuständigen Kantonspolizei verbunden.

## Polizeihoheit
Laut Artikel 4 der Bundesverfassung liegt die Polizeihoheit bei den Kantonen, welche jedoch fallweise einen Teil der Aufgaben an die Regional-, Stadt- oder Gemeindepolizeien delegiert haben. Das Bundesamt für Polizei (fedpol) verfügt über keine eigenen uniformierten Organe. Einzig die Kantone und einige Gemeinden besitzen eine eigene Polizeitruppe. Zur Kantonspolizei gehört in gewissen Kantonen die Seepolizei, die Flughafenpolizei oder die für diplomatische Einrichtungen zuständige Police de la Sécurité Internationale (Genf).

### Die Kantonspolizeien im Einzelnen
| - Aargau - Appenzell Ausserrhoden - Appenzell Innerrhoden - Basel-Landschaft - Basel-Stadt - Bern - Freiburg - Genf - Glarus | - Graubünden - Jura - Luzern - Neuenburg - Nidwalden - Obwalden - Schaffhausen - Schwyz - Solothurn | - St. Gallen - Tessin - Thurgau - Uri - Waadt - Wallis - Zug - Zürich |

## Bundesamt für Polizei
Das Bundesamt für Polizei (fedpol) dient im Bereich der Inneren Sicherheit der Schweiz seinen kantonalen und internationalen Partnern als Zentrum für Information, Koordination und Analyse, den Nachrichtendienst des Bundes. Seine Tätigkeit umfasst einerseits vorbeugende Aufgaben wie den präventiven Staatsschutz und Sicherheitsmassnahmen zum Schutze gefährdeter Personen und Objekte. Andererseits nimmt das Amt auch Aufgaben im Rahmen der Strafverfolgung wahr, insbesondere bei der Bekämpfung der Organisierten Kriminalität. Neben der Koordination von Ermittlungsverfahren ermittelt Fedpol selbst in den Bereichen Betäubungsmittelhandel, einschliesslich dessen Finanzierung, sowie Falschgeld und führt die Meldestelle für Geldwäscherei (MROS, Money Laundering Report Office Switzerland). Seit 2002 führt fedpol in Fällen von Schwerstkriminalität (Organisierte Kriminalität, Geldwäscherei, Korruption, Terrorismus) auch eigene Ermittlungen unter der Leitung des Bundesanwaltes.

## Weitere polizeiliche Bereiche

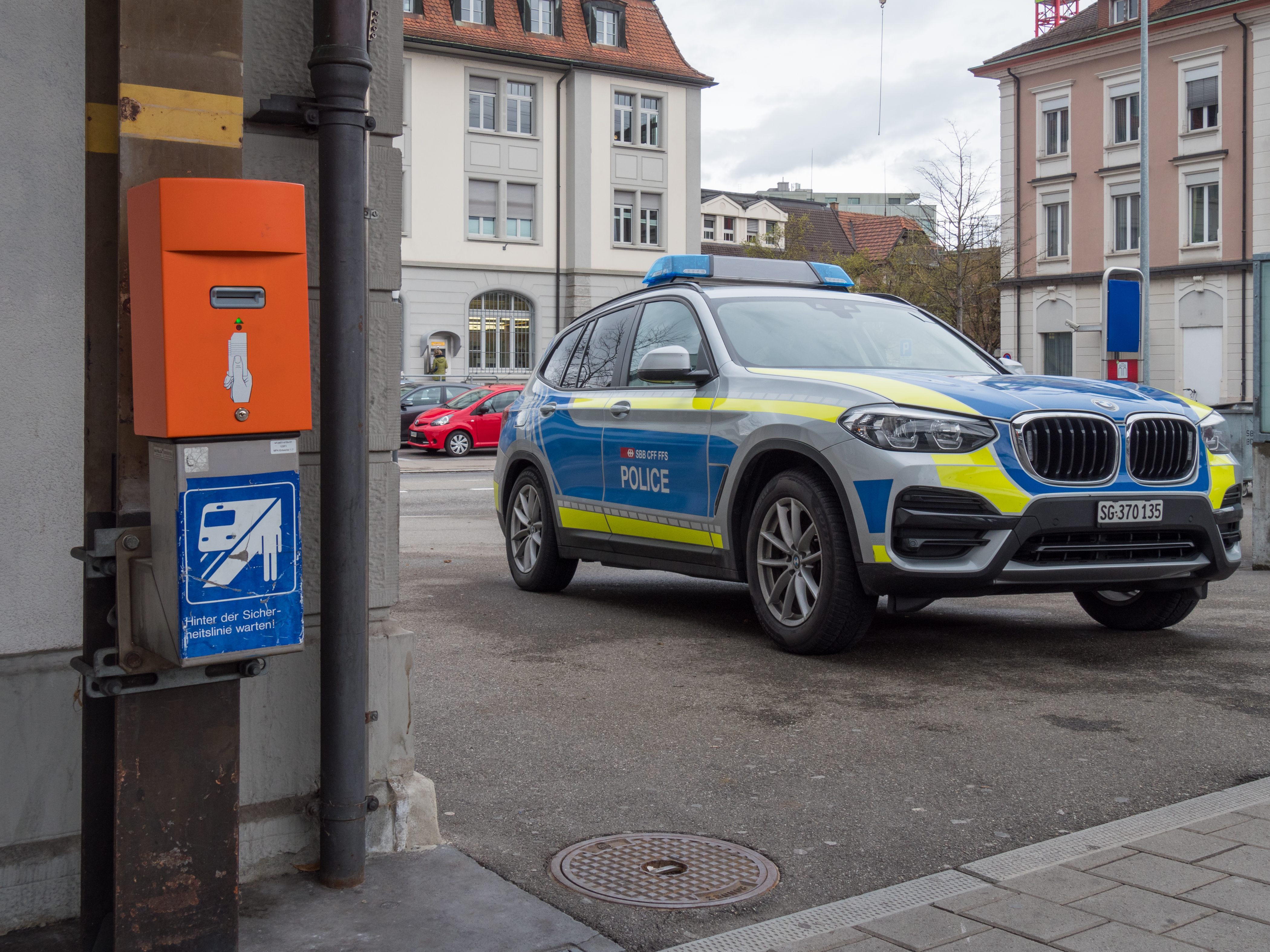
SBB Transportpolizei in Weinfelden

Die Kontrolle des Personen- und Warenverkehr an den Grenzübergängen, in internationalen Zügen und an der Landesgrenze obliegt dem Bundesamt für Zoll und Grenzsicherheit (BAZG). 
Im Weiteren gibt es basierend auf dem Bahnpolizeigesetz das Polizeikorps der SBB, die Schweizer Bahnpolizei, die organisatorisch an eine mehrheitlich durch die SBB kontrollierte Tochtergesellschaft delegiert wurde.
Innerhalb des Departements für Verteidigung, Bevölkerungsschutz und Sport (VBS), ist die Militärpolizei die Organisation, die als Verband der Schweizer Armee die militärischen Polizeiaufgaben sowie einzelne Aufgaben auf Bundesebene fallweise übernimmt.

## Ausbildung
Die Ausbildung zur Polizistin oder zum Polizisten erfolgt an einer der Konkordats-Polizeischulen, der Deutsch- oder Westschweiz. Der Kanton Zürich führt zusammen mit der Stadt eine eigene Schule, die auch den Aspirantinnen und Aspiranten der Stadt Winterthur sowie der weiteren gut vierzig Stadt- und Gemeindepolizeien des Kantons offensteht. Der Kanton Ticino (dt. Tessin) führt ebenfalls eine eigene rein italienischsprachige Scuola die Polizia, die zudem die Aspirantinnen und Aspiranten des italienischsprachigen Kantons Graubünden sowie der interkommunalen Tessiner Polizeiregionen (polcomticino) ausbildet. 

## Bilder

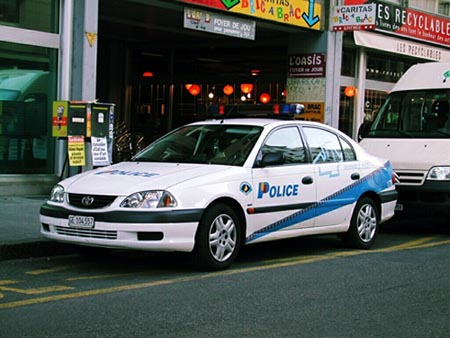
Streifenwagen aus Genf
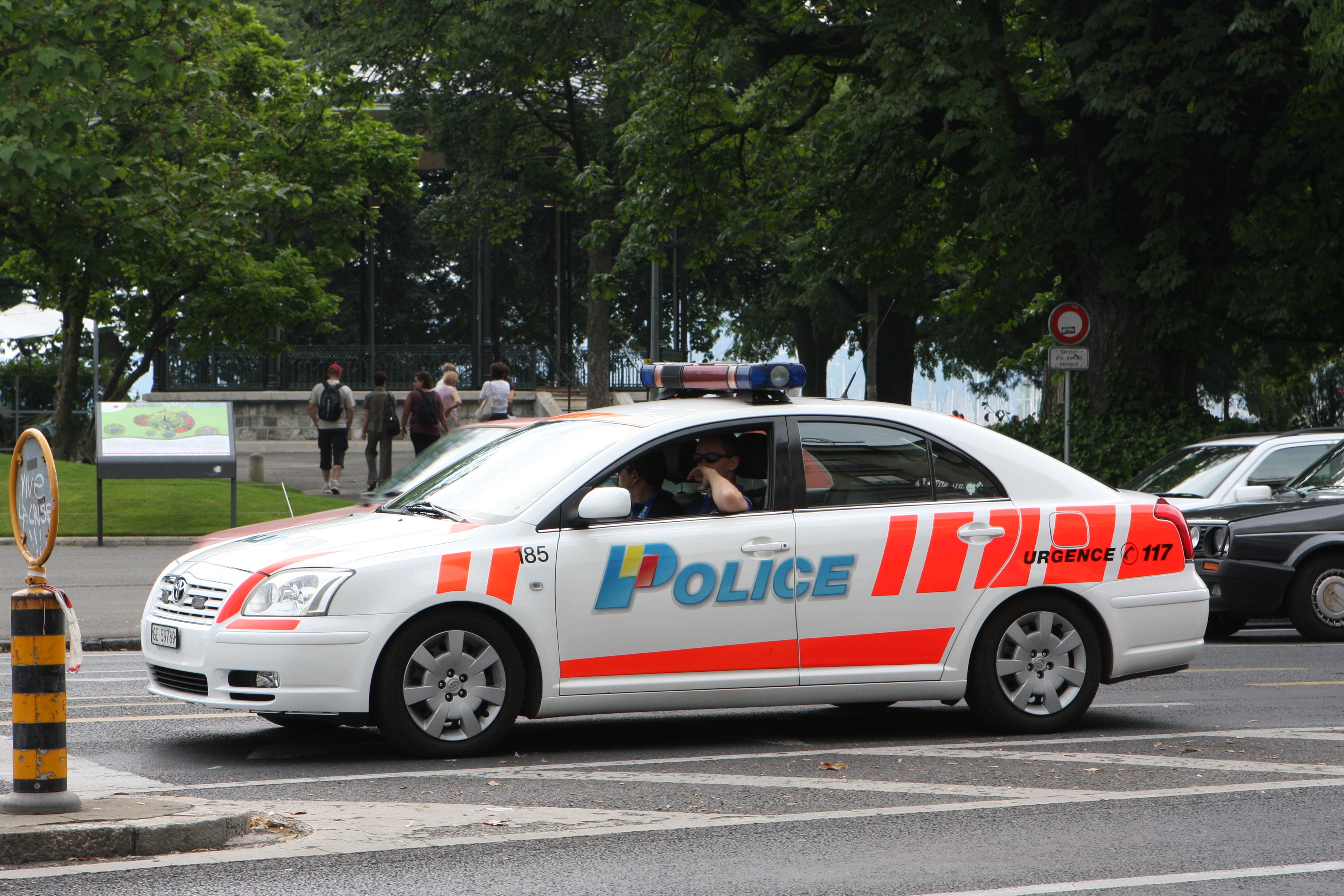
Streifenwagen aus Genf 2010
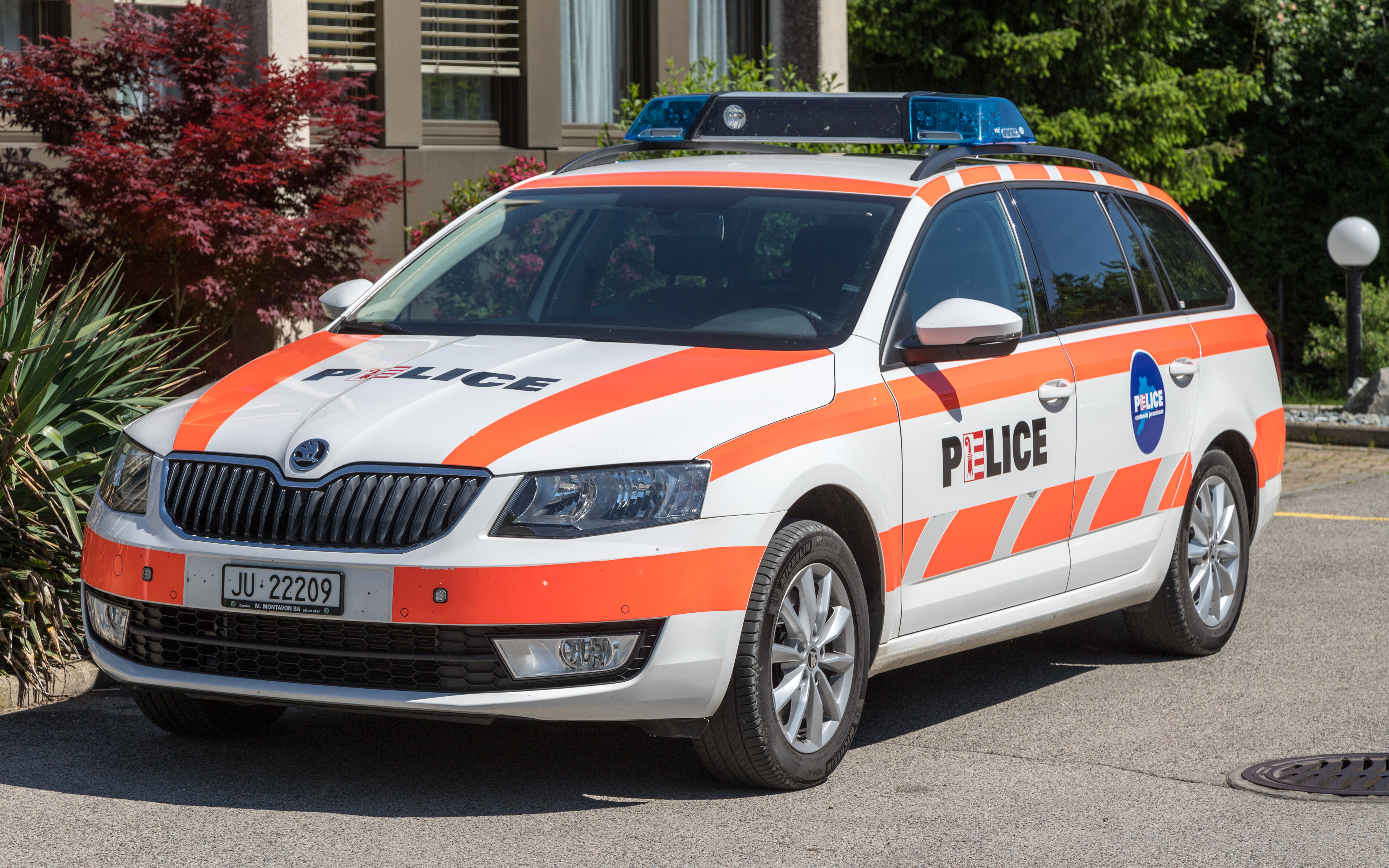
Polizeifahrzeug in Porrentruy JU
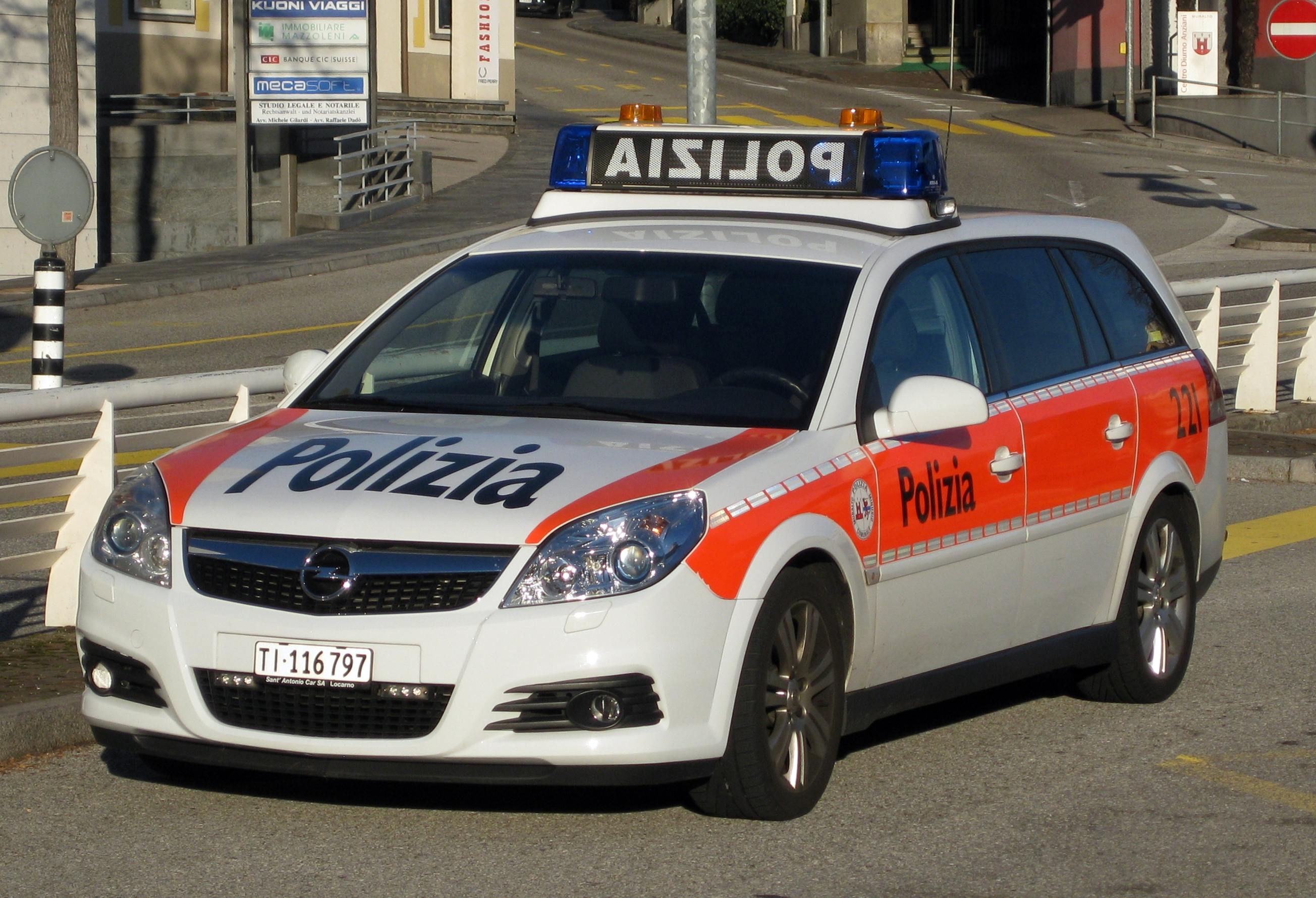
Polizeifahrzeug aus Locarno
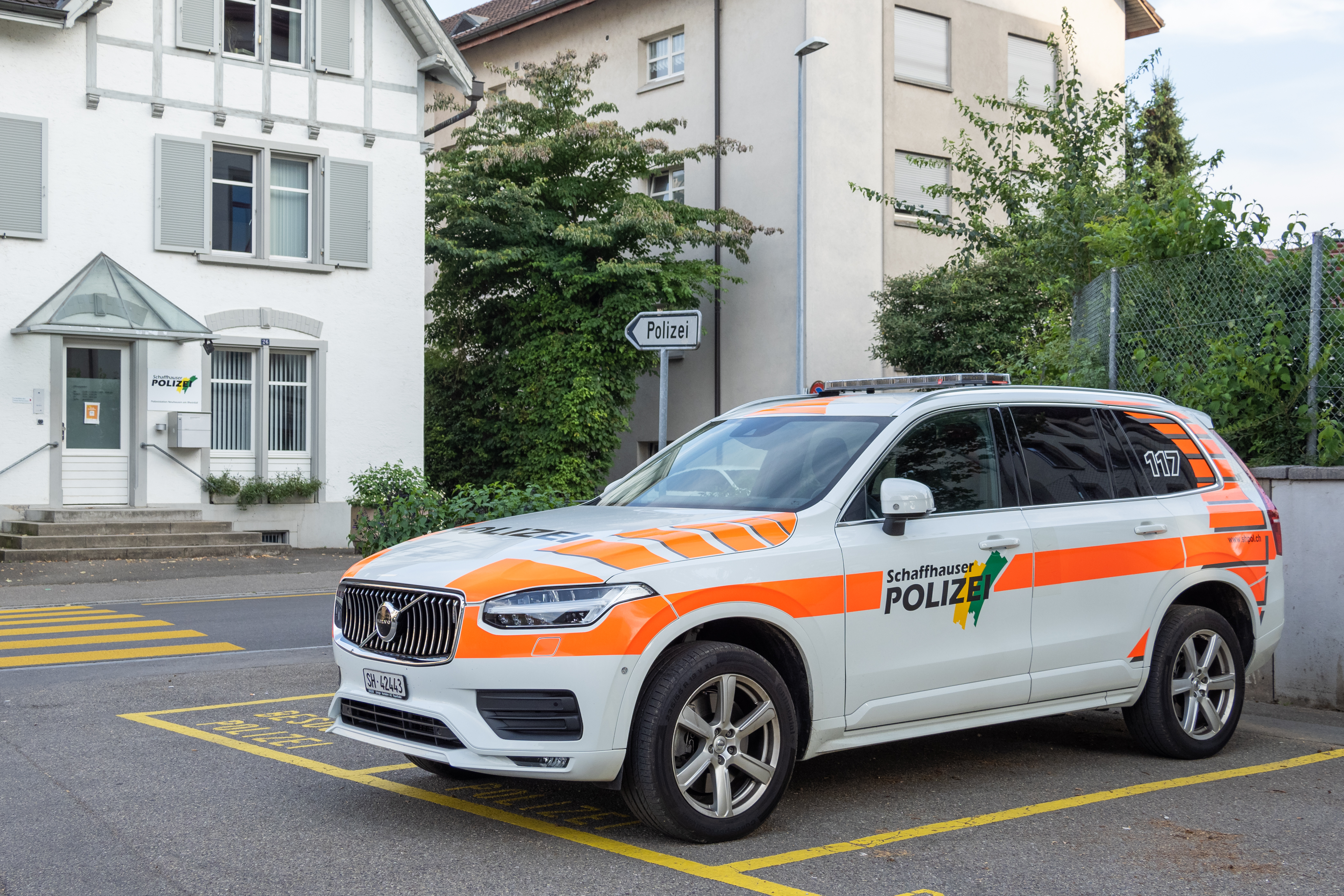
Schaffhauser Polizei
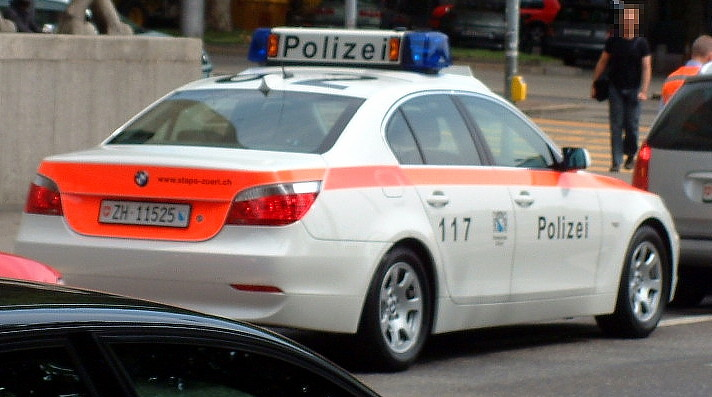
Streifenwagen der Stadtpolizei Zürich